# Neria Douglass
Neria R. Douglass (* 16. November 1952 in Boston, Massachusetts) ist eine US-amerikanische Anwältin und Politikerin, die von 2005 bis 2012 Maine State Auditor und von 2013 bis 2015 die 50. Maine State Treasurer war.

## Leben
Neria Douglass wurde 1952 in Boston geboren. Sie studierte im Jahr 1973 an der University of Manchester, in England, machte im Jahr 1974 ihren Bachelor am Wellesley College und 1977 den Juris Doctor an der Vanderbilt University. Sie ist als Anwältin am Obersten Gerichtshof der Vereinigten Staaten und dem United States District Court für den District of Maine zugelassen. Sie arbeitete als Staatsanwältin und als Privatanwältin.
Douglass arbeitete von 1985 bis 1988 als Anwältin für die Kanzlei Raymond Isacson Attorneys at Law. Von 1980 bis 1982 war sie Stellvertretende Staatsanwältin für das Androscoggin, das Oxford und das Franklin County und von 1980 bis 1985 gehörte sie dem Board of Appeals in Lewiston an.
Als Mitglied der Demokratischen Partei war sie von 1994 bis 2012 City Councilor von Auburn, gehörte dem Senat von Maine von 1998 bis 2004 an, war von 2005 bis 2012 State Auditor von Maine und von 2013 bis 2015 State Treasurer von Maine. Die Wahl zum Treasurer im Jahr 2014 verlor sie gegen Terry Hayes.
Neria Douglass ist mit Paul S. Douglass verheiratet und hat drei Kinder.